# Rolf Peter Sloet
Rolf Peter Sloet (* 13. November 1947 in Dinslaken, Nordrhein-Westfalen) ist ein deutscher Schriftsteller im Genre des Science-Fiction und Krimiautor.

## Leben
1965 trat Rolf Peter Sloet in die Heeres-Unteroffizier-Schule in Sonthofen ein, bevor er 1972 ein Studium an der Hochschule Eichstätt begann. Im Jahr 1973 nahm er an der Erziehungswissenschaftlichen Fakultät der Universität Regensburg ein Lehramtsstudium für Volksschulen auf. 1976 trat er als Lehramtsanwärter den Vorbereitungsdienst an und wurde 1980 an die Volksschule Wörth an der Donau versetzt. Dort war er bis Februar 2013 als Lehrer an der Haupt-/Mittelschule tätig. Sloet lebt in Wörth an der Donau.
Noch in seiner Zeit als Lehrer veröffentlichte er Fachliteratur für die Ausbildung von Tauchlehrern. Nach Beendigung seiner beruflichen Laufbahn ist Sloet als Buchautor tätig geworden. Er schreibt Thriller mit SciFi-Anleihen, Krimi sowie Kriminal-Kurzgeschichten. Seine Werke handeln stets nahe an der Realität und lehnen sich an echte Kriminalfälle an. Science-Fiction ist ein weiteres Genre von Sloet. Sein erstes Werk war die Zeitmaschinentrilogie „Kaliber .501 T-Rex“, „Projekt Waikiki Beach“ und „Das Gold der Maya“. Während seine Krimiwerke meist einen Regionalbezug haben, lässt er in seinen Science-Fiction-Romanen Aliens in Iowa (USA) landen.

## Werke (Auswahl)
- Kaliber .501 T-Rex ISBN 978-3-934983-25-0
- Projekt Waikiki Beach ISBN 978-3-934983-44-1
- Das Gold der Maya ISBN 978-3-934983-47-2
- Ein totes Mädchen schreit nicht ISBN 978-3-95452-049-7